# Unione Sportiva Anconitana 1951-1952
Questa voce raccoglie le informazioni riguardanti l'Unione Sportiva Anconitana nelle competizioni ufficiali della stagione 1951-1952.

## Rosa
| N. |                   | Ruolo | Calciatore        |
| -- | ----------------- | ----- | ----------------- |
|    | Italia (bandiera) | D     | A. Castorani      |
|    | Italia (bandiera) | C     | A. Corvini        |
|    | Italia (bandiera) | C     | Sergio Cumar      |
|    | Italia (bandiera) | A     | Longino Di Piazza |
|    | Italia (bandiera) | C     | Luciano Fabbri    |
|    | Italia (bandiera) | C     | Gustavo Fiorini   |
|    | Italia (bandiera) | A     | Brenno Milani     |

| N. |                   | Ruolo | Calciatore       |
| -- | ----------------- | ----- | ---------------- |
|    | Italia (bandiera) | A     | G. Monterastelli |
|    | Italia (bandiera) | P     | G. Moscatelli    |
|    | Italia (bandiera) | A     | Guido Pieri      |
|    | Italia (bandiera) | A     | G. Recchi        |
|    | Italia (bandiera) | P     | E. Riccini       |
|    | Italia (bandiera) | A     | L. Savini        |
|    | Italia (bandiera) | D     | M. Veroli        |